# Diplomatenviertel

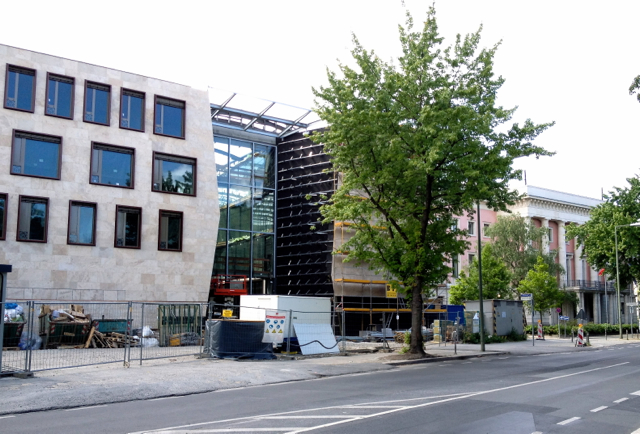
Turkiets ambassad är en av nybyggnationerna i Diplomatenviertel. Till höger Italiens ambassad.

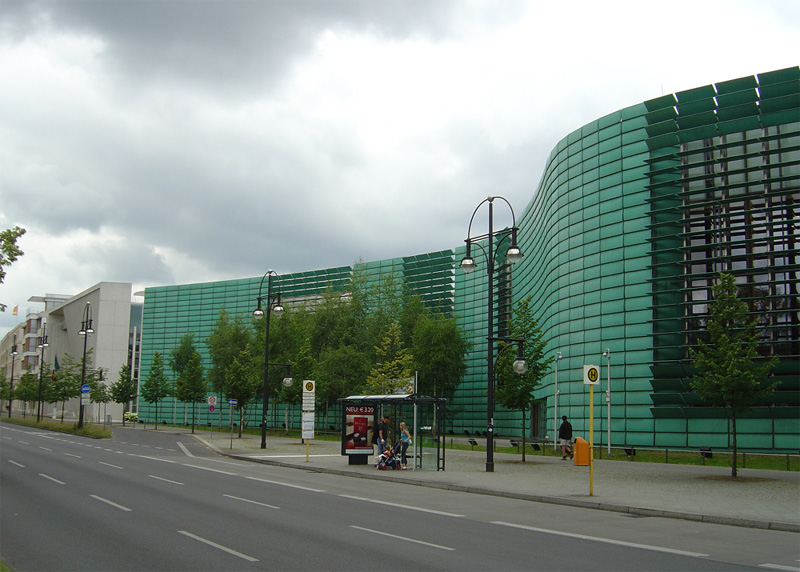
De nordiska ambassaderna i Berlin.

Diplomatenviertel (tyska Diplomatkvarteret) även Botschaftsviertel, är diplomatkvarteren i centrala Berlin där ett antal ambassader återfinns. Områdets historia går tillbaka till 1900-talets början då det utvecklades till ett ambassadområdet. Efter andra världskriget flyttade ambassaderna till Bonn men efter 1989 har ambassaderna flyttat tillbaka till området. Bland annat Italien, Turkiet, Sydafrika, Japan och Grekland har sina ambassader här. I området återfinns även flera av de tyska delstaternas representationer, bland annat Bremen och Baden-Württemberg samt huvudkontor för stiftelser.
Italien och Japans ambassader byggdes under 1930-talet där Italiens ambassad har restaurerats och den japanska har fått modernare tillbyggnader. I andra fall har fastigheter återköpts men gett plats åt nya byggnader som i fallet med Turkiets ambassad i Berlin. Den tidigare danska, jugoslaviska respektive norska legationen har idag fått annan användning. 
I området återfinns även De nordiska ambassaderna i Berlin med Sveriges ambassad. 